# روهرزن
روهرزن (به آلمانی: Rohrsen) یک شهر در آلمان است که در نینبورگ واقع شده‌است. روهرزن ۱٬۰۷۳ نفر جمعیت دارد.